# ماسیمو برونلی
ماسیمو برونلی (ایتالیایی: Massimo Brunelli؛ زادهٔ ۲۷ ژوئیهٔ ۱۹۶۱) دوچرخه‌سوار اهل ایتالیا است.